# Dameneishockey-Bundesliga 2001/02
Die Saison 2001/02 der österreichischen Dameneishockey-Bundesliga wurde mit sieben Mannschaften ausgetragen. Titelverteidiger waren die Vienna Flyers, neuer Meister wurden zum ersten Mal in der Vereinsgeschichte die EHV Sabres.

## Grunddurchgang
| Pl. | Mannschaft             | Sp | S  | SNV | NNV | N  | Punkte | Tore |
| 1.  | EHV Sabres Wien        | 12 | 11 | 1   | 0   | 0  | 95:07  | 24   |
| 2   | Vienna Flyers          | 12 | 9  | 0   | 1   | 2  | 70:18  | 19   |
| 3   | DEC Dragons Klagenfurt | 12 | 6  | 2   | 1   | 3  | 45:21  | 17   |
| 4   | Gipsy Girls Villach    | 12 | 7  | 0   | 1   | 4  | 34:30  | 15   |
| 5   | DEHC Innsbruck         | 12 | 4  | 0   | 0   | 8  | 30:53  | 8    |
| 6   | Grazer Eishexen        | 12 | 1  | 1   | 0   | 10 | 10:83  | 4    |
| 7   | EHC St. Johann         | 12 | 0  | 0   | 1   | 11 | 10:82  | 1    |

## Playoffs

### Halbfinale
- EHV Sabres Wien – Gipsy Girls Villach: 2:0 (5:0, 7:0)
- Vienna Flyers – DEC Dragons Klagenfurt: 2:0 (2:1, 1:0)

### Finale
- EHV Sabres Wien – EHC Vienna Flyers: 2:0 (3:1, 3:0)

Mit dem 2:0-Sieg in der Finalserie holten die EHV Sabres Wien den Titel zum zweiten Mal nach Wien, nachdem in den ersten beiden Jahren der Austragung die Gipsy Girls Villach die Liga dominiert hatten.

## Beste Scorer
Quelle: OEHV; Abkürzungen: Sp = Spiele, T = Tore, V = Assists, Pkt = Punkte, SM = Strafminuten; Fett: Turnierbestwert
| Spieler             | Mannschaft      | Sp | T  | V  | Pkt | SM |
| ------------------- | --------------- | -- | -- | -- | --- | -- |
| Denise Altmann      | Sabres / Flyers | 11 | 24 | 26 | 50  | 4  |
| Astrid Bartholomäus | Sabres          | 15 | 27 | 15 | 42  | 2  |
| Esther Kantor       | Sabres          | 13 | 15 | 19 | 34  | 10 |
| Christina Walter    | Sabres          | 14 | 22 | 10 | 32  | 4  |
| Natascha Velgos     | Flyers          | 15 | 17 | 11 | 28  | 2  |

### Beste Torhüter
Quelle: OEHV; Abkürzungen: Sp = Spiele, Min = Eiszeit (in Minuten), GT = Gegentore, SO = Shutouts, Sv% = gehaltene Schüsse (in %), GTS = Gegentorschnitt; Fett: Turnierbestwert
| Spieler               | Mannschaft           | Sp | Min | S  | U | N | SO | GT | GTS   | SaT | Sv%   |
| --------------------- | -------------------- | -- | --- | -- | - | - | -- | -- | ----- | --- | ----- |
| Barbara Zemann        | EHV Sabres           | 5  | 155 | 3  | 0 | 0 | 2  | 1  | 0,38  | 66  | 98,48 |
| Sandra Borschke       | EHV Sabres           | 10 | 436 | 10 | 0 | 0 | 5  | 5  | 0,68  | 143 | 96,50 |
| Christine Geiger      | Dragons Klagenfurt   | 14 | 621 | 6  | 3 | 5 | 3  | 21 | 2,02  | 253 | 91,69 |
| Ingrid Lednicka       | Vienna Flyers        | 12 | 560 | 7  | 1 | 4 | 3  | 23 | 2,46  | 277 | 91,69 |
| Elisabeth Schellander | Gipsy Girls          | 11 | 441 | 5  | 1 | 3 | 4  | 21 | 2,85  | 203 | 89,65 |
| Julia Heuberger       | Wildcats St. Johann  | 10 | 450 | 0  | 1 | 9 | 0  | 67 | 8,93  | 408 | 83,57 |
| Helga Tschörner       | Red Angels Innsbruck | 12 | 540 | 4  | 0 | 8 | 1  | 53 | 5,88  | 294 | 81,97 |
| Karoline Kapsch       | Eishexen Graz        | 6  | 270 | 0  | 0 | 6 | 0  | 57 | 12,66 | 206 | 72,33 |

## Kader des Österreichischen Staatsmeisters
| Österreichischer Staatsmeister EHV Sabres Wien | Barbara Zemann, Sandra Borschke, Stefanie Kelterer – Christine Schwab, Helene Csöngei, Elisabeth Sowka, Astrid Bartholomäus, Stefanie Eberl, Daniela Ferner, Miriam Sadlon, Esther Kantor, Denise Altmann, Christina Walter, Claudia Wirl, Katharina Hybler, Irmlind Gabler, Iris Auer, Lucia Petrovicova, Yasmin Weiss, Stefanie Huber |

## Auszeichnungen
- Topscorerin: Denise Altmann (EHV Sabres)
- Beste Torschützin: Astrid Bartholomäus (EHV Sabres)
- Beste Fangquote: Barbara Zemann (EHV Sabres)

All-Star-Team
- Center: Denise Altmann (EHV-Sabres)
- Linker Flügel: Esther Kantor (EHV-Sabres)
- Rechter Flügel: Astrid Bartholomäus (EHV-Sabres)
- Linke Verteidigerin: Doris Kogler (Gipsy Girls Villach)
- Rechte Verteidigerin: Lucia Petrovicova (EHV-Sabres)
- Torfrau: Christine Geiger (DEC Dragons Klagenfurt)

Spielertrophäen
- Beste Torfrau der Liga: Ingrid Lednicka (EHC Vienna Flyers)
- Beste Verteidigerin der Liga: Eliska Jurik (EHC Vienna Flyers)
- Beste Stürmerin der Liga: Denise Altmann (EHV Sabres)

## Meisterschaftsendstand
1. EHV Sabres Wien
2. Vienna Flyers
3. DEC Dragons Klagenfurt
4. Gipsy Girls Villach
5. DEHC Innsbruck
6. Grazer Eishexen
7. EHC St. Johann